# هاشم الطعان
هاشم الطعان (1350 - 1402 هـ / 1931 - 1981 م) هو سياسي وأديب، من أهل الموصل.

## ترجمته
وُلد في الموصل عام 1931، حيث تتلمذ في مدراسها وتخرج ومارس التعليم لفترة. دخل الإعدادية عام 1949 م ونشط اهتمامه بالشعر متأثراً بأستاذه ذي النون الشهاب، وأنهى دراسته فيها عام 1951 م. التحق بكلية الآداب عام 1956 م وتخرج فيها بتفوق عام 1960 م ورعاه أساتذته:-عبد العزيز الدوري ومهدي المخزومي وإبراهيم السامرائي، عين مدرساً في البصرة، ثم التحق بدراسة الماجستير في جامعة بغداد ونال شهادة الماجستير عن تحقيقه لكتاب «البارع في اللغة» وهو الكتاب الذي شرح فيه أبو علي القالي البغدادي معجم «العين» للفراهيدي، ونال شهادة الدكتوراه عن أطروحته «الأدب الجاهلي بين لهجات القبائل واللغة الموحدة» من جامعة بغداد أيضاً، وبقي في التعليم الثانوي حتى احيل إلى التقاعد.

## آثاره
من آثاره في مجال التأليف والتحقيق:
- «تأثر العربية باللغات اليمنية القديمة» - مطبعة الإرشاد - بغداد 1968 م.
- «ديوان الحارث بن حلزة اليشكري» (تحقيق) مطبعة الإرشاد - بغداد 1969 م.
- ديوان «عمرو بن معديكرب الزبيدي» مطبعة الجمهورية - بغداد 1970 م.
- «البارع في اللغة لإسماعيل بن القاسم القالي البغدادي» (تحقيق) - بغداد 1972 م.
- «مساهمة العرب في دراسة اللغات السامية» - بغداد 1978
- «الأدب الجاهلي بين لهجات القبائل واللغة الموحدة» وزارة الثقافة والفنون - بغداد 1978 م.[5]

كما أصدر ثلاثة دواوين مطبوعة:
- «لحظات قلقة» - المطبعة العصرية - الموصل 1954 م.
- «قصائد غير صالحة للنشر» (بالاشتراك مع شاذل طاقة ويوسف الصائغ وعبد الحميد اللاوند.) - الموصل 1956 م.
- «غدًا نحصد»: مطبعة العامل - بغداد 1960 م.[6]